# Héctor Santos (football)
Pour les articles homonymes, voir Santos (homonymie).
Héctor Santos (né le 29 octobre 1944 en Uruguay et mort le 7 mai 2019) est un joueur de football international uruguayen, qui évoluait au poste de gardien de but.

## Biographie

### Carrière en club
Au cours de sa carrière en club, il remporte deux Copa Libertadores, deux Coupes intercontinentales et quatre titres de champion d'Uruguay.

### Carrière en sélection
Avec l'équipe d'Uruguay, il joue 14 matchs (pour 8 buts encaissés) entre 1970 et 1976. 
Il figure dans le groupe des sélectionnés lors des Coupes du monde de 1970 et de 1974. Lors du mondial 1970 organisé au Mexique, il ne joue aucun match. Même chose lors du mondial 1974 qui se déroule en Allemagne. Il joue toutefois quatre matchs comptant pour les tours préliminaires de la Coupe du monde 1974.

## Palmarès
- Champion d'Uruguay en 1967 et 1968 avec Peñarol ; en 1971 et 1972 avec le Club Nacional
- Vainqueur de la Copa Libertadores en 1966 avec Peñarol et en 1971 avec le Club Nacional
- Vainqueur de la Coupe intercontinentale en 1966 avec Peñarol et en 1971 avec le Club Nacional
- Vainqueur de la Copa Interamericana en 1972 avec Peñarol
- Vainqueur de la Supercoupe des champions intercontinentaux en 1969 avec Peñarol